# Sterrebeek
Sterrebeek is een plaats in de Belgische provincie Vlaams-Brabant en een deelgemeente van Zaventem. Sterrebeek was een zelfstandige gemeente tot aan de gemeentelijke herindeling van 1977.

## Geografie
De buurgemeenten van Sterrebeek zijn Kortenberg, Wezembeek-Oppem, Kraainem, Zaventem en Tervuren.

## Bezienswaardigheden

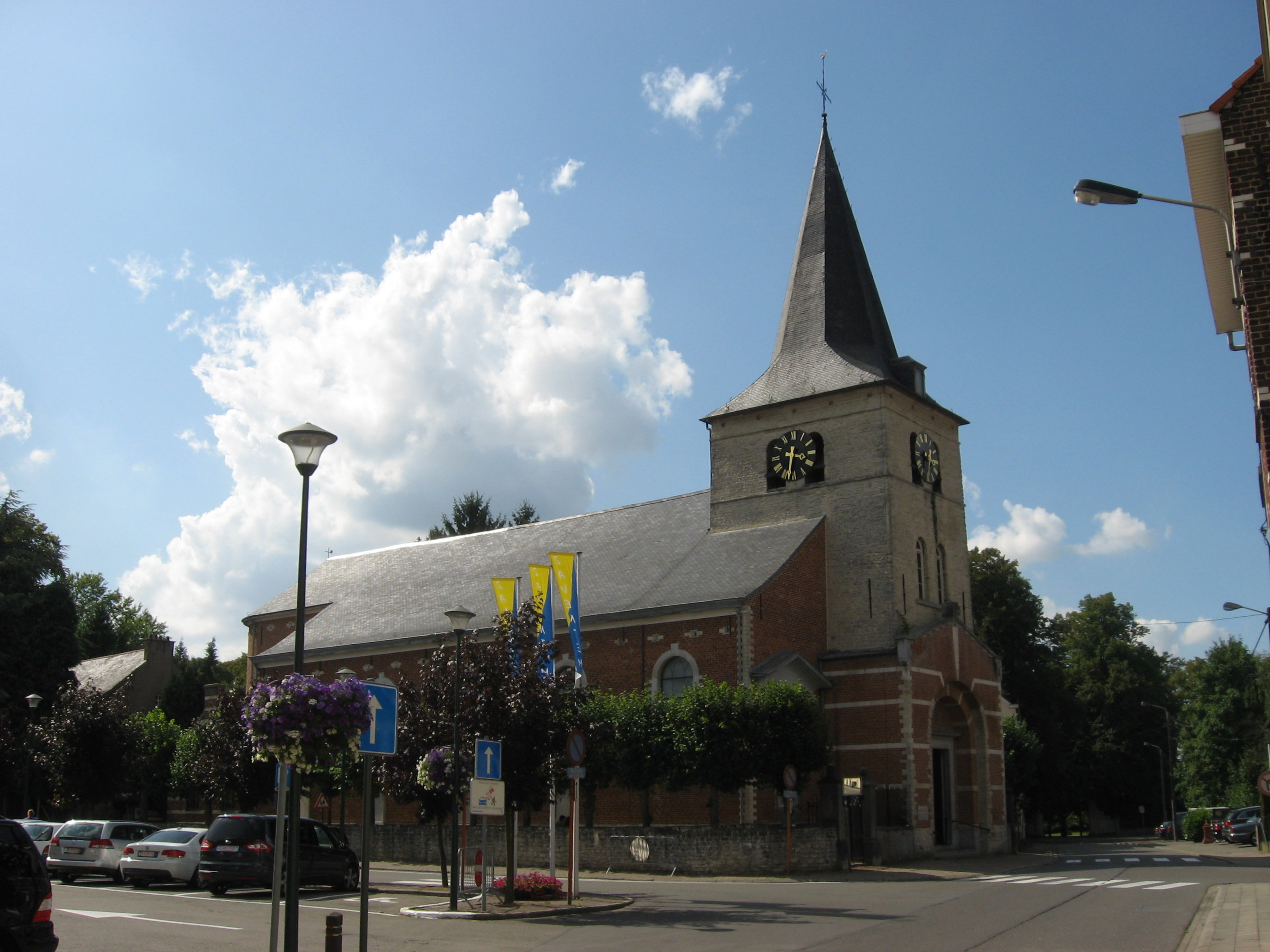
Sint-Pancratiuskerk

- De Sint-Pancratiuskerk in laatclassicistische stijl dateert uit 1829.
- Het Kasteel van Sterrebeek, nabij de kerk, is een rococogebouw uit 1761. Het ontwerp is mogelijk van de Italiaanse architect Servadoni.
- Het Kasteel Ter Meeren aan de Mechelsesteenweg met donjon uit de 14e eeuw, gerenoveerd en uitgebreid in 1865 n.o.v. de bekende architect Joseph Schadde uit Antwerpen. Het L-vormig kasteel in neo-Vlaamse renaissancestijl stond er jaren verlaten bij.
- Aan de Mechelsesteenweg staat het Lagaekasteeltje, een zandstenen woonhuis in traditionele stijl uit 1905. Hier woonde de bekende uit Roeselare afkomstige beeldhouwer Jules Lagae (1862-1931).
- De Heysvaertmolen

## Natuur en landschap
Sterrebeek is sterk verstedelijk door de nabijheid van de Brusselse agglomeratie en het internationale vliegveld van Brussel. De hoogte bedraagt 42-92 meter. Een van de waterlopen is de Kleine Maalbeek.
Aan de Zeenstraat ligt het park Het Zeen met een 8,5 ha groot natuurlijk deel dat zich langs de Kleine Maalbeek bevindt. Er werd een vlonderpad aangelegd en de -sterk vervuilde- beek werd gesaneerd .

## Demografie
De bevolking is grotendeels Nederlandstalig hoewel er een grote migratie van Franstaligen en Europese ambtenaren plaatsvindt in de omliggende gemeentes. Andere minderheden komen uit de Verenigde Staten en Canada.

### Demografische ontwikkeling
- Bronnen:NIS, Opm:1831 tot en met 1970=volkstellingen; 1976 = inwoneraantal op 31 december

## Cultuur
- Chiro MIK MAK Sterrebeek
- Koninklijke Muziekvereniging Broedermin
- Volkskunstgroep De Rollewagen
- Toneelgezelschap De Sterre

## Politiek
Sterrebeek had een eigen gemeentebestuur en burgemeester tot de fusie van 1977.

Burgemeesters van Sterrebeek waren:
- 1830-1847 : Joseph Van Espen
- 1848-1860 : Petrus-Jacobus De Smeth
- 1861-1870 : Jan-Frans Van Doren
- 1871-1883 : Aloysius de Fierlant
- 1884-1890 : Petrus-Edward Van Espen
- 1899-1921 : Francois De Smeth
- 1921-1937 : Alberg De Beusscher
- 1937-1946 : Maurice Braun
- 1946-1952 : Guillaume De Beuscher
- 1953-1973 : Emile Sauté
- 1973-1976 : André Nantier

## Verkeer en vervoer

### Openbaar vervoer

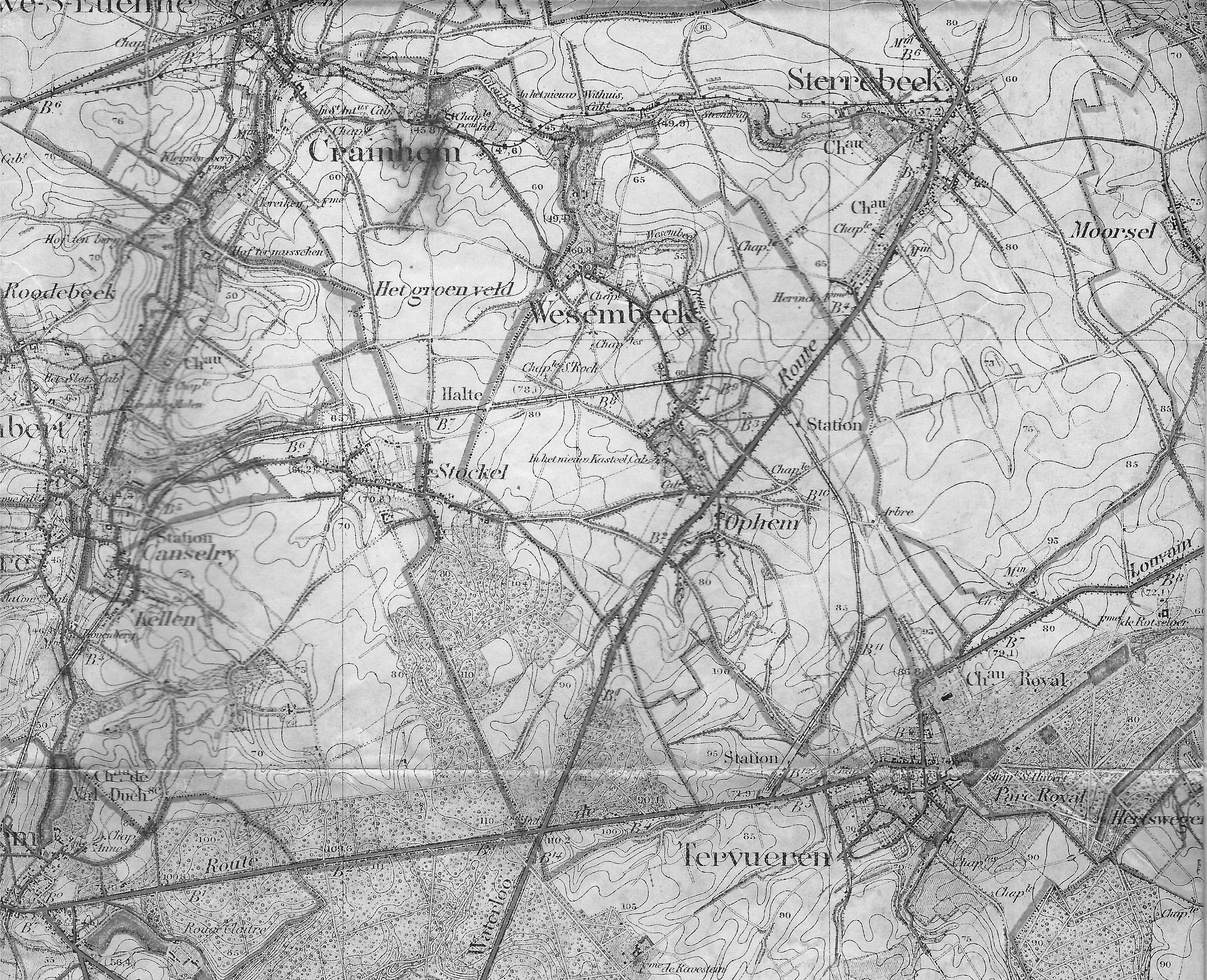
Kaart van 1891 met de buurtspoorlijn tot Sterrebeek. De hele omgeving was nog zeer landelijk.

Vanaf 13 september 1891 reed er een stoomtram van Brussel naar Sterrebeek (Station). Op 21 juli 1897 werd de buurtspoorweglijn doorgetrokken naar Vossem vanwaar er aansluiting was naar Leuven. Op 27 juli 1930 is de tramlijn vanuit Brussel tot Sterrebeek geëlektrificeerd en op 22 mei 1937 tot Vossem (Vier Winden), waar er aansluiting was op de reeds geëlektrificeerde tramlijn Tervuren-Leuven. Vanaf 3 november 1940 heeft er een rechtstreekse tramdienst, lijn B, Brussel-Sterrebeek-Vossem-Leuven, gereden. Deze tramlijn is op 19 mei 1961 opgeheven en dit was tevens het einde van de tram in Sterrebeek. In Vossem was er aansluiting op de buurtspoorweglijn naar Bevekom en verdere bestemmingen. Tijdens beide Wereldoorlogen hebben rechtstreekse buurtspoorwegtreinen gereden naar Luik langs Sterrebeek en Vossem, omdat de spoorwegen grotendeels voorbehouden waren voor de Duitse bezetters.
De Lijn heeft buslijnen door Sterrebeek lopen en een niet gering aantal buspendelaars vindt zijn aansluiting in Sterrebeek Oud Station.

### Wegennet
Het dorp is gelegen in de nabijheid van het knooppunt Sint-Stevens-Woluwe, waar de Brusselse ring en de E40 elkaar kruisen. Een andere belangrijke weg in de nabijheid van Sterrebeek is de N227. Historisch gezien was de weg Waterloo-Mechelen (N227) vroeger de hoofdweg door het dorp. De verbindingen met Brussel zijn pas later gekomen, zoals te zien is op de oude kaart.

## Diensten
Sterrebeek telt een aantal onderwijsinstellingen:
- Gemeenteschool Sterrebeek
- Vrije Basisschool Sterrebeek
- Brussels American School (school enkel voor kinderen van Amerikaanse militairen en personeel van het Department of Defense)

## Sport
- Tennisclub Het Zeen
- Voetbalclub KOVC Sterrebeek is aangesloten bij de KBVB en speelt er in de provinciale reeksen (2B).
- Daarnaast vond men hier een internationaal bekende hippodroom of paardenrenbaan. Tot 2003 werd er draf en galop gelopen op de renbaan, maar na 2003 enkel nog galop. Inmiddels werd op de terreinen van de voormalige oude hippodroom een golfbaan (The National Golf Brussels) aangelegd.

## Nabijgelegen kernen
Wezembeek-Oppem, Kraainem, Nossegem, Kortenberg, Moorsel